# Nétéa
Nétéa, maleno melanezijsko planinsko pleme na sjeveru novokaledonske komune Poya, oko 20 km. sjeverno od sela Poya. Pleme ima selo s oko 20 do 30 stanovnika, vlastitom rimokatoličkom kapelicom, kućom zajednice i groblje.